# Банківська група
Банківська група — 1) група юридичних осіб, яка складається з материнського банку та його українських та іноземних дочірніх та/або асоційованих компаній, які є фінансовими установами; 2) група юридичних осіб, які мають спільного контролера, складається з двох або більше фінансових установ та в якій сукупне середньоарифметичне значення активів банків (банку) за останні чотири звітних квартали становить 50 і більше відсотків сукупного розміру середньоарифметичних значень активів усіх фінансових установ, що входять до цієї групи, за цей період.
Учасниками банківської групи є: банки, інші фінансові установи, банківські холдингові компанії, компанії з надання допоміжних послуг, які мають спільного контролера.
Банківська холдингова компанія — фінансова холдингова компанія, в якій переважною діяльністю фінансових установ, що є її дочірніми та асоційованими компаніями, є банківська діяльність.
Банківська група формує консолідовану фінансову звітність.